# Коровіна Галина Сергіївна
Галина Сергіївна Коровіна (рос. Галина Сергеевна Коровина, уроджена Іванова; 21 вересня 1909 — 5 серпня 1980) — радянська тенісистка і тенісний тренер, заслужений майстер спорту СРСР (1945). 16-разова чемпіонка СРСР в одиночному, жіночому і змішаному парному розрядах.

## Спортивна кар'єра
Галина Коровіна прийшла в лаун-теніс пізно - лише у віці 23 років, але до середини 1930-х років уже входила в число найсильніших тенісисток СРСР. Тренувалася у Бруно Шпігеля . Вперше вона увійшла в першу десятку радянського рейтингу в 1936 році, а на наступний рік вже стала віце-чемпіонкою СРСР, поступившись у фіналі визнаній фаворитці Ніні Тепляковій. Так само розподілилися місця в одиночному фіналі чемпіонату СРСР в наступні два роки, а в 1940 році Коровіна, з якою в якості тренера працював Євген Кудрявцев, який поставив її гру у сітки , вперше виграла чемпіонське звання, перемігши у фіналі все ту ж Теплякову. Після перших років війни, в які Коровіна займалася лікувальною фізкультурою з пораненими в госпіталях , вона ще двічі вигравала всесоюзну першість в одиночному розряді - в 1944 і 1945 роках. У 1945 році їй було присвоєно звання заслуженого майстра спорту.
Крім титулів в одиночному розряді, Коровіна 12 разів ставала чемпіонкою СРСР в жіночих парах (в перший раз в 1938 році, а в останній - в 1955-му ) і один раз в міксті (в 1948 році). Вона вигравала Всесоюзні зимові змагання дев'ять разів (один раз, в 1950 році, в одиночному розряді, і вісім разів в парному), двічі ставала володаркою Кубка СРСР у складі ленінградської команди «Динамо» і неодноразово вигравала першість ВЦРПС у всіх розрядах. Коровіна - 45-кратна чемпіонка Ленінграда в усіх розрядах, в тому числі 16-кратна - в одиночному розряді. Вона входила до збірної СРСР в серії товариських матчів з командою Чехословаччини в 1938 році і аж до 1954 року залишалася в десятці найсильніших тенісисток СРСР.
Гру Коровіної відрізняли сміливість і ризикованість. Її сильними сторонами були швидке переміщення по корту і довгі удари, серед яких особливо успішним був драйв зліва.
У 1946 році Галина Коровіна закінчила Школу вищої спортивної майстерності при Ленінградському інституті фізичної культури і після закінчення ігрової кар'єри стала тренером в ленінградської школі «Юний динамівець». Серед її вихованців був ряд майстрів спорту СРСР.
Галина Коровіна померла в 1980 році. У 2009 році її ім'я було включено до списків Залу російської тенісної слави.